# Principeglansspreeuw
De Principeglansspreeuw (Lamprotornis ornatus) is een vogelsoort uit de familie Sturnidae (spreeuwachtigen).

## Verspreiding en leefgebied
L. ornatus is endemisch in het land Sao Tomé en Principe en komt alleen voor op het eiland Principe.

## Status
De grootte van de populatie is niet gekwantificeerd maar de vogel maar wordt omschreven als "overvloedig". Ook zijn er geen redenen om aan te nemen dat de populatie snel in omvang daalt. Om deze redenen staat de Principeglansspreeuw als niet bedreigd op de Rode Lijst van de IUCN, ondanks het beperkte verspreidingsgebied.
De vogel wordt lokaal "Papa Figo-vogel" genoemd.

## Trivia
De Principeglansspreeuw siert het biljet van 5000 Santomese dobra.